# Erik-Olovstjärnen
Erik-Olovstjärnen är en sjö i Sollefteå kommun i Ångermanland och ingår i Ångermanälvens huvudavrinningsområde.